# حوفا المزار (إربد)
حوفا المزار منطقة سكنية تقع في لواء المزار الشمالي، محافظة إربد في الأردن. تنتمي المنطقة لقضاء المزار الشمالي الذي يضم 12 منطقة. يقدر عدد سكانها بـ 4165 نسمة حسب إحصاء 2015.

## الوصلات الخارجية
- دائرة الاحصاءات العامة